# Женская сборная Италии по флорболу
Женская национальная сборная Италии по флорболу — представляет Италию на международных соревнованиях по флорболу. Управляющей организацией является Федерация унихоккея / флорбола Италии (итал. Federazione Italiana Unihockey / Floorball).

## Результаты выступлений

### Чемпионаты мира
| Год       | Победы         | Ничьи          | Поражения      | Место          |
| --------- | -------------- | -------------- | -------------- | -------------- |
| 1997—2001 | не участвовали | не участвовали | не участвовали | не участвовали |
| 2003      | 3              | 0              | 3              | 12             |
| 2005      | не участвовали | не участвовали | не участвовали | не участвовали |
| 2007      | 1              | 0              | 4              | 18             |
| 2009      | 0              | 0              | 5              | 20             |
| 2011—2019 | не участвовали | не участвовали | не участвовали | не участвовали |
| 2021      | 0              | 0              | 5              | 16             |